# بخش لیکنز (شهرستان کرافورد، اوهایو)
بخش لیکنز (به انگلیسی: Lykens Township) یک منطقهٔ مسکونی در ایالات متحده آمریکا است که در شهرستان کرافورد، اوهایو واقع شده‌است.
 بخش لیکنز ۷۸٫۳ کیلومتر مربع مساحت و ۶۶۰ نفر جمعیت دارد و ۲۹۶ متر بالاتر از سطح دریا واقع شده‌است.